# Leichtathletik-Weltmeisterschaften 2005/400 m der Männer

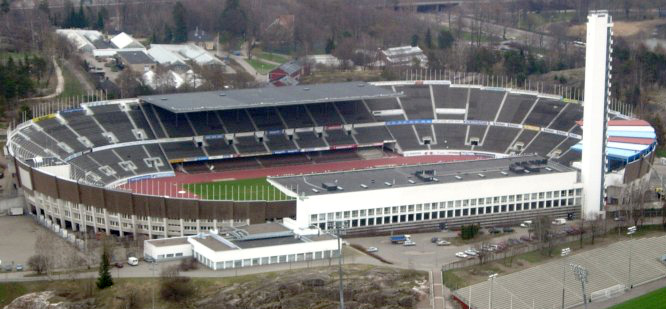
Das Olympiastadion in Helsinki im Mai 2005

Der 400-Meter-Lauf der Männer bei den Leichtathletik-Weltmeisterschaften 2005 wurde vom 9. bis 12. August 2005 im Olympiastadion der finnischen Hauptstadt Helsinki ausgetragen.
In diesem Wettbewerb gab es einen US-amerikanischen Doppelsieg. Weltmeister wurde der aktuelle Olympiasieger Jeremy Wariner, der bei den Olympischen Spielen im Vorjahr eine weitere Goldmedaille als Mitglied der 4-mal-400-Meter-Staffel seines Landes errungen hatte und am Schlusstag dieser Weltmeisterschaften einen zweiten WM-Titel gewann. Silber ging an Andrew Rock, der wie Jeremy Wariner 2004 Staffel-Olympiasieger geworden war und hier Staffel-Gold gewann. Auf den dritten Platz kam der Kanadier Tyler Christopher.

## Bestehende Rekorde
| Weltrekord               | 43,18 s | Michael Johnson | WM 1999 in Sevilla, Spanien | 26. August 1999 |
| Weltmeisterschaftsrekord | 43,18 s | Michael Johnson | WM 1999 in Sevilla, Spanien | 26. August 1999 |

Der bestehende WM-Rekord wurde bei diesen Weltmeisterschaften nicht eingestellt und nicht verbessert.
Es wurden zwei Landesrekorde aufgestellt:
- 45,34 s – California Molefe (Botswana), 1. Vorlauf am 9. August
- 44,44 s – Tyler Christopher (Kanada), Finale am 12. August

## Vorrunde
Die Vorrunde wurde in sieben Läufen durchgeführt. Die ersten beiden Athleten pro Lauf – hellblau unterlegt – sowie die darüber hinaus zehn zeitschnellsten Läufer – hellgrün unterlegt – qualifizierten sich für das Halbfinale.

### Vorlauf 1
9. August, 13:50 Uhr
| Platz | Name                               | Nation         | Zeit (s) |
| ----- | ---------------------------------- | -------------- | -------- |
| 1     | Timothy Benjamin                   | Großbritannien | 44,45    |
| 2     | Brandon Simpson                    | Jamaika        | 44,98    |
| 3     | James Godday                       | Nigeria        | 45,30    |
| 4     | California Molefe                  | Botswana       | 45,34 NR |
| 5     | Pierre Lavanchy                    | Schweiz        | 45,79    |
| 6     | Željko Vincek                      | Kroatien       | 46,03    |
| 7     | Abdesalem Khalifeh Bajes Al-Hajjaj | Jordanien      | 48,89    |
| 8     | Florent Battistel                  | Monaco         | 50,54    |

### Vorlauf 2

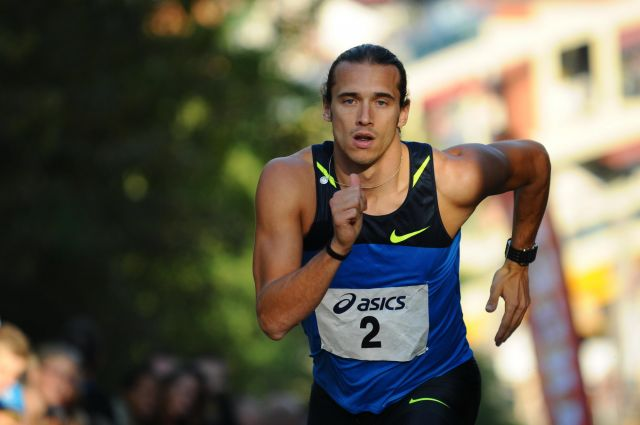
Als Fünfter seines Rennens scheiterte Cédric Van Branteghem in der Vorrunde

9. August, 14:04 Uhr
| Platz | Name                    | Nation                 | Zeit (s) |
| ----- | ----------------------- | ---------------------- | -------- |
| 1     | Jeremy Wariner          | USA                    | 45,24    |
| 2     | Robert Tobin            | Großbritannien         | 45,41    |
| 3     | Young Talkmore Nyongani | Simbabwe               | 45,55    |
| 4     | Hamdan al-Bishi         | Saudi-Arabien          | 45,88    |
| 5     | Cédric Van Branteghem   | Belgien                | 46,42    |
| 6     | Alejandro Cárdenas      | Mexiko                 | 46,72    |
| 7     | Isaac Yaya              | Französisch-Polynesien | 48,75    |

### Vorlauf 3

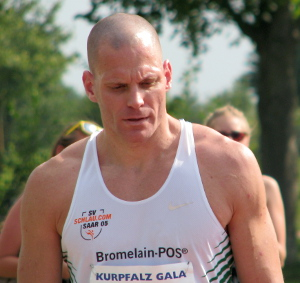
Simon Kirch hatte mit seiner Zeit von über 47 Sekunden keine Chance auf ein Weiterkommen

9. August, 14:04 Uhr
| Platz | Name                  | Nation                  | Zeit (s)                         |
| ----- | --------------------- | ----------------------- | -------------------------------- |
| 1     | John Steffensen       | Australien              | 45,62                            |
| 2     | Tyler Christopher     | Kanada                  | 45,66                            |
| 3     | Arismendy Peguero     | Dominikanische Republik | 45,80                            |
| 4     | Éric Milazar          | Mauritius               | 45,91                            |
| 5     | Andrae Williams       | Bahamas                 | 46,49                            |
| 6     | Simon Kirch           | Deutschland             | 47,45                            |
| 7     | Saeed Al-Adhreai      | Jemen                   | 49,74                            |
| DSQ   | Tawhid Tawhidul Islam | Bangladesch             | IAAF Rule 163.3 – Bahnübertreten |

### Vorlauf 4
9. August, 14:11 Uhr
| Platz | Name                               | Nation            | Zeit (s) |
| ----- | ---------------------------------- | ----------------- | -------- |
| 1     | Andrew Rock                        | USA               | 44,98    |
| 2     | Chris Brown                        | Bahamas           | 45,20    |
| 3     | Andrea Barberi                     | Italien           | 45,70    |
| 4     | Sofiane Labidi                     | Tunesien          | 45,71    |
| 5     | Mitsuhiro Sato                     | Japan             | 45,78    |
| 6     | Anderson Jorge Oliveira dos Santos | Brasilien         | 46,32    |
| 7     | Chung Chen-Kang                    | Chinesisch Taipeh | 47,85    |
| 8     | Glauco Martini                     | San Marino        | 51,48    |

### Vorlauf 5

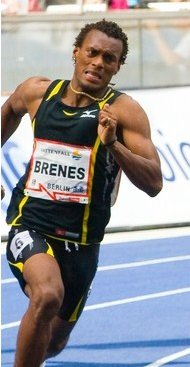
Nery Brenes – Rang sieben im fünften Vorlauf und damit ausgeschieden

9. August, 14:18 Uhr
| Platz | Name               | Nation                  | Zeit (s) |
| ----- | ------------------ | ----------------------- | -------- |
| 1     | Michael Blackwood  | Jamaika                 | 45,58    |
| 2     | Carlos Santa       | Dominikanische Republik | 45,63    |
| 3     | Alleyne Francique  | Grenada                 | 45,77    |
| 4     | Marcin Marciniszyn | Polen                   | 45,97    |
| 5     | Damion Barry       | Trinidad und Tobago     | 46,20    |
| 6     | Nery Brenes        | Costa Rica              | 47,11    |
| 7     | Ibrahim Ahmadov    | Aserbaidschan           | 48,51    |

### Vorlauf 6
9. August, 14:25 Uhr
| Platz | Name                 | Nation                       | Zeit (s)                         |
| ----- | -------------------- | ---------------------------- | -------------------------------- |
| 1     | Gary Kikaya          | Demokratische Republik Kongo | 45,88                            |
| 2     | Lansford Spence      | Jamaika                      | 46,21                            |
| 3     | Ofentse Mogawane     | Südafrika                    | 46,80                            |
| 4     | Wilan Louis          | Barbados                     | 46,93                            |
| 5     | Prasanna Amarasekara | Sri Lanka                    | 47,11                            |
| 6     | Chris Meke Walasi    | Salomonen                    | 49,47                            |
| DSQ   | Saul Welgopwa        | Nigeria                      | IAAF Rule 163.3 – Bahnübertreten |
| DSQ   | Boubou Gandéga       | Mauretanien                  | IAAF Rule 163.3 – Bahnübertreten |

### Vorlauf 7

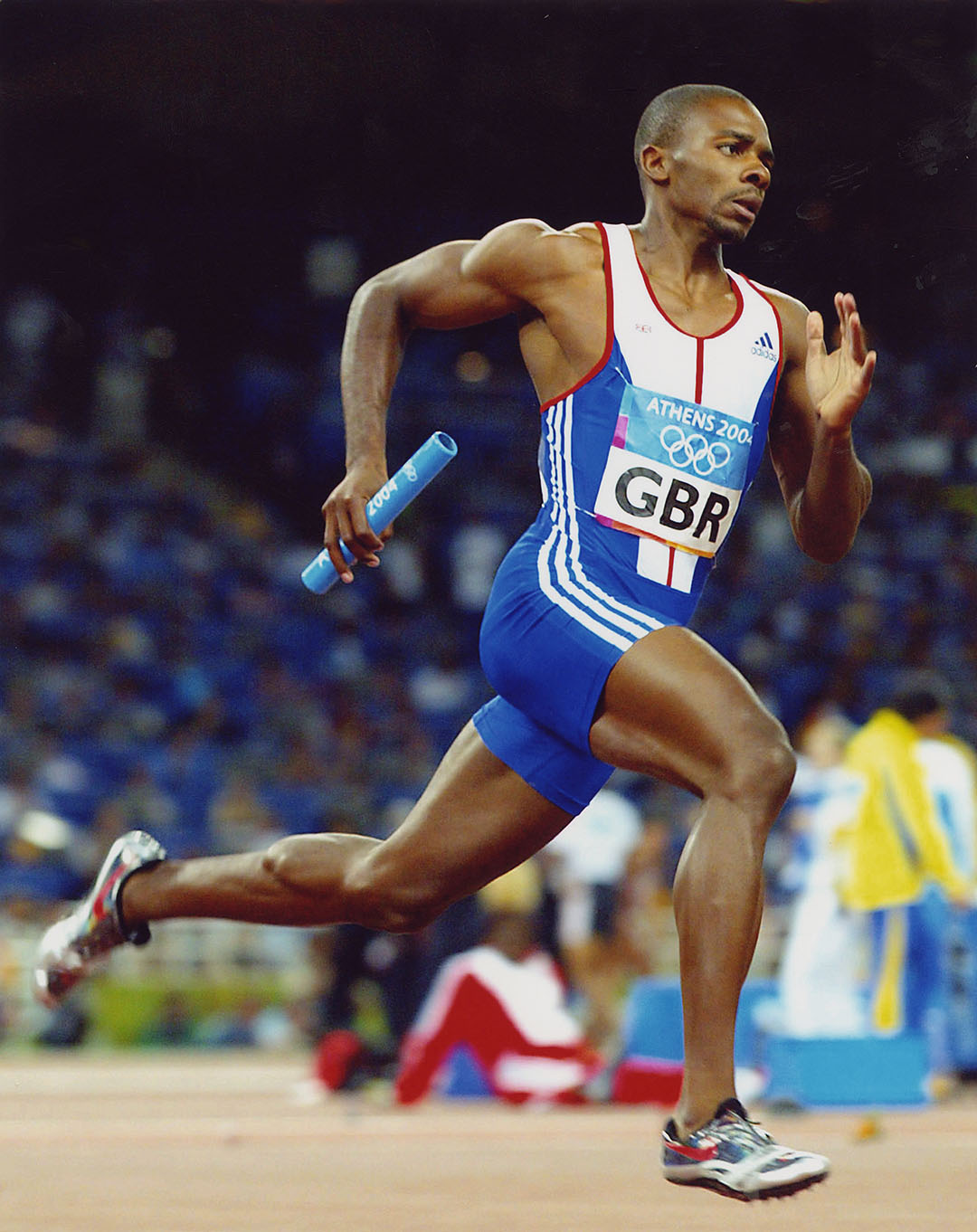
Malachi Davis verfehlte das Halbfinale um einen Rang
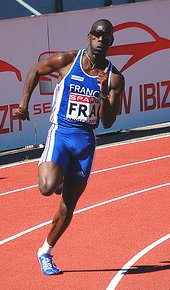
Leslie Djhone schied als Fünfter seines Vorlaufs aus

9. August, 14:32 Uhr
| Platz | Name                  | Nation              | Zeit (s) |
| ----- | --------------------- | ------------------- | -------- |
| 1     | Darold Williamson     | USA                 | 45,97    |
| 2     | Nagmeldin Ali Abubakr | Sudan               | 46,02    |
| 3     | Malachi Davis         | Großbritannien      | 46,14    |
| 4     | Ato Stephens          | Trinidad und Tobago | 46,28    |
| 5     | Leslie Djhone         | Frankreich          | 46,57    |
| 6     | Chris Lloyd           | Dominica            | 47,13    |
| 7     | Moses Kamut           | Vanuatu             | 48,63    |

## Halbfinale
Aus den drei Halbfinalläufen qualifizierten sich die jeweils ersten beiden Athleten – hellblau unterlegt – sowie die darüber hinaus zwei zeitschnellsten Läufer – hellgrün unterlegt – für das Finale.

### Halbfinallauf 1

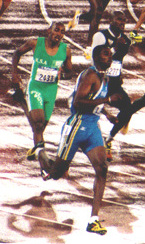
Hamdan Odha Al-Bishi – sein siebter Platz im ersten Halbfinale war zu wenig, um im Finale dabei zu sein
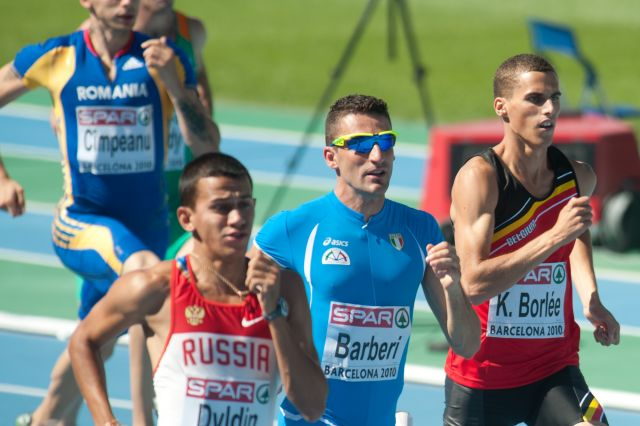
Andrea Barberi schied als Achter seines Halbfinalrennens deutlich abgeschlagen aus

10. August, 20:15 Uhr
| Platz | Name              | Nation                  | Zeit (s) |
| ----- | ----------------- | ----------------------- | -------- |
| 1     | Brandon Simpson   | Jamaika                 | 45,53    |
| 2     | Andrew Rock       | USA                     | 45,78    |
| 3     | John Steffensen   | Australien              | 46,06    |
| 4     | Carlos Santa      | Dominikanische Republik | 46,07    |
| 5     | Alleyne Francique | Grenada                 | 46,59    |
| 6     | James Godday      | Nigeria                 | 46,62    |
| 7     | Hamdan al-Bishi   | Saudi-Arabien           | 46,80    |
| 8     | Andrea Barberi    | Italien                 | 47,10    |

### Halbfinallauf 2

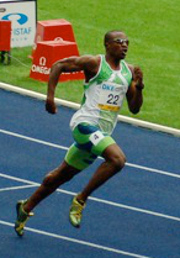
Gary Kikaya – als Fünfter des zweiten Halbfinales ausgeschieden
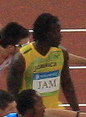
Lansford Spence war mit 47,20 s deutlich zu langsam, um sich für das Finale zu qualifizieren
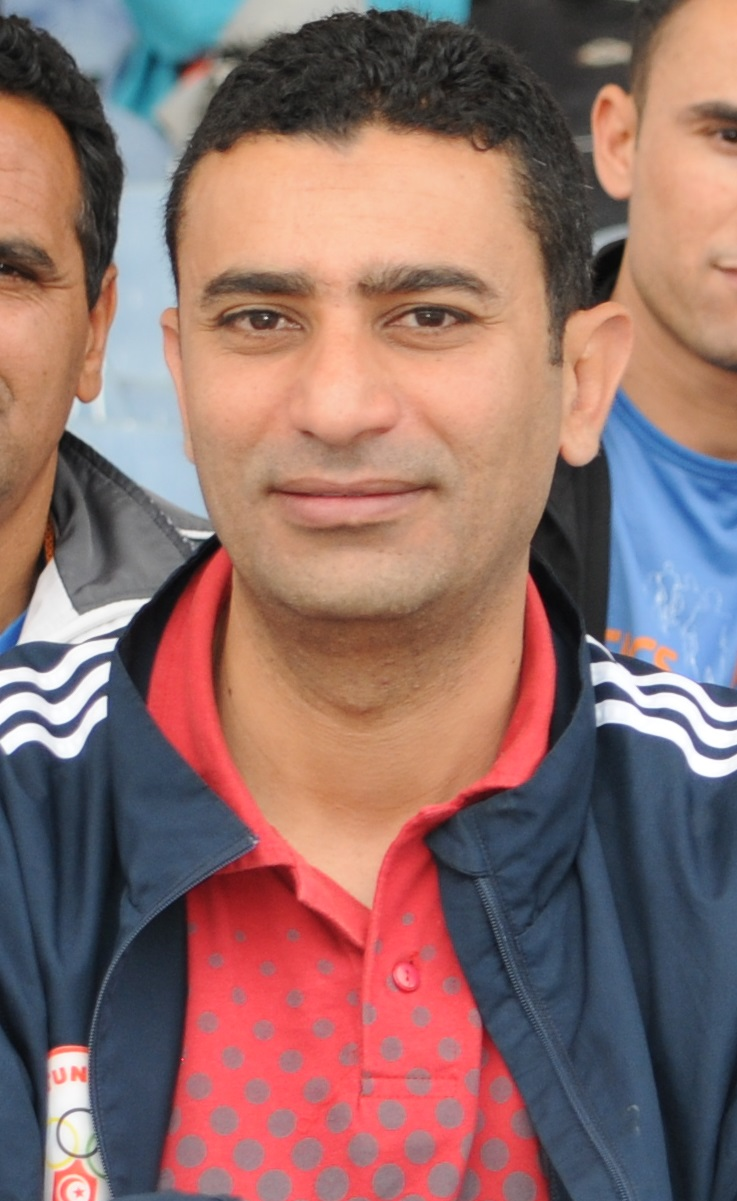
Sofiane Labidi erreichte im Halbfinale nicht das Ziel

10. August, 20:23 Uhr
| Platz | Name                  | Nation                       | Zeit (s) |
| ----- | --------------------- | ---------------------------- | -------- |
| 1     | Tyler Christopher     | Kanada                       | 45,47    |
| 2     | Darold Williamson     | USA                          | 45,65    |
| 3     | Timothy Benjamin      | Großbritannien               | 45,66    |
| 4     | Arismendy Peguero     | Dominikanische Republik      | 46,08    |
| 5     | Gary Kikaya           | Demokratische Republik Kongo | 46,15    |
| 6     | Nagmeldin Ali Abubakr | Sudan                        | 46,67    |
| 7     | Lansford Spence       | Jamaika                      | 47,20    |
| DNF   | Sofiane Labidi        | Tunesien                     |          |

### Halbfinallauf 3
10. August, 20:30 Uhr
| Platz | Name                    | Nation         | Zeit (s) |
| ----- | ----------------------- | -------------- | -------- |
| 1     | Jeremy Wariner          | USA            | 45,65    |
| 2     | Chris Brown             | Bahamas        | 45,67    |
| 3     | Michael Blackwood       | Jamaika        | 46,25    |
| 4     | Robert Tobin            | Großbritannien | 46,69    |
| 5     | Pierre Lavanchy         | Schweiz        | 47,19    |
| 6     | Young Talkmore Nyongani | Simbabwe       | 47,20    |
| 7     | California Molefe       | Botswana       | 47,26    |
| 8     | Mitsuhiro Sato          | Japan          | 48,55    |

## Finale

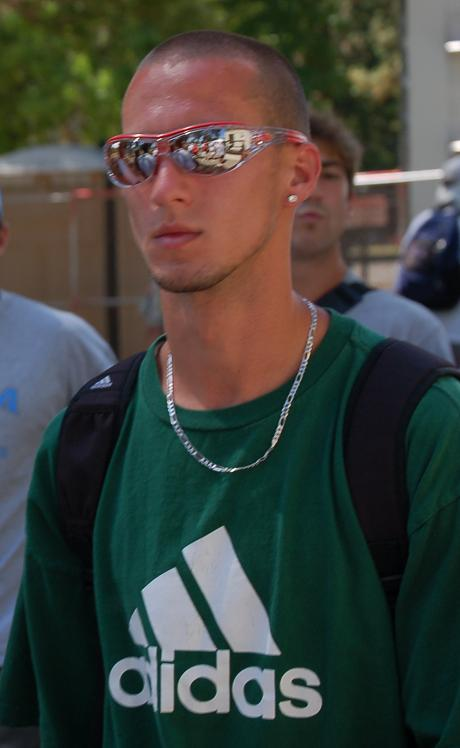
Ein Jahr nach seinem Olympiasieg wurde Jeremy Wariner auch Weltmeister

12. August, 21:35 Uhr
| Platz | Name              | Nation         | Zeit (s) |
| ----- | ----------------- | -------------- | -------- |
| 1     | Jeremy Wariner    | USA            | 43,93 WL |
| 2     | Andrew Rock       | USA            | 44,35    |
| 3     | Tyler Christopher | Kanada         | 44,44 NR |
| 4     | Chris Brown       | Bahamas        | 44,48    |
| 5     | Timothy Benjamin  | Großbritannien | 44,93    |
| 6     | Brandon Simpson   | Jamaika        | 45,01    |
| 7     | Darold Williamson | USA            | 45,12    |
| 8     | John Steffensen   | Australien     | 45,46    |

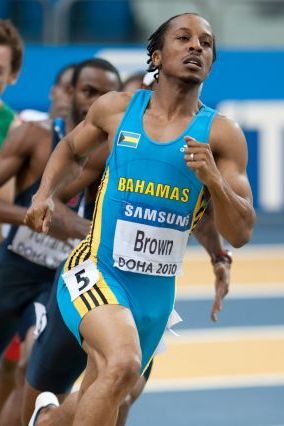
Chris Brown, der mit der der 4-mal-400-Meter-Staffel seines Landes 2001 WM-Gold und 2003 WM-Bronze gewonnen hatte, belegte Rang vier – auch hier gab es mit Silber wieder eine Staffelmedaille für ihn
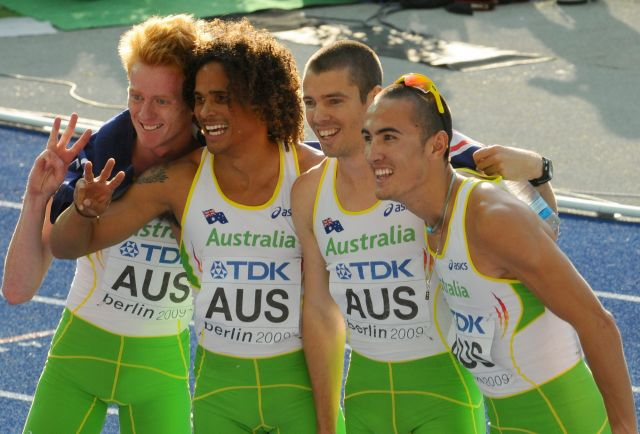
John Steffensen (Zweiter von links) kam auf den achten Platz

## Video
- 2005 World Championship Men's 400m, youtube.com, abgerufen am 24. September 2020